# Hal Swain
Hal Swain (* 9. Mai 1894; † 1. September 1966) war ein britischer Jazz- und Unterhaltungsmusiker (Alt- und Tenorsaxophon, auch Gesang, Komposition) und Bandleader.

## Leben und Wirken
Hal Swain, der aus England stammte, leitete zunächst in der Musikszene von Toronto ein Tanzorchester mit einer Reihe lokaler Musiker, darunter der Vokalist Les Allen. Swain zog um 1925/26 mit seinem Ensemble nach London; mit seiner Jazzband trat er dann im New Princes Restaurant am Piccadilly Circus als The New Princes Toronto Band auf. In der zweiten Hälfte des Jahrzehnts spielte er unter verschiedenen Bezeichnungen (Hal Swain and His Band, Hal Swain mit seinem Jazz-Orchester, Hal Swain's New Princes Orchestra, The New Princes Toronto Band) bis 1931 eine Reihe von Schallplatten für Label wie Columbia, Imperial und Regal ein.
Darunter waren populäre Nummern der Zeit wie „Blue Again“ (Dorothy Fields, Jimmy McHugh), „Cheerful Little Earful“ (Harry Warren/Ira Gershwin), „Show Me the Way to Go Home“, „Yes, Yes! (My Baby said ‚Yes!‘)“ (Al Bowlly), „Dream a Little Dream of Me“, „The Man from the South“ (Rube Bloom) und „When the Moon Comes over the Mountain“ von Howard Johnson, Harry M. Woods und Kate Smith, aber auch Exotica wie „Hunting Tigers Out in Indiah“ mit Swain selbst als Vokalisten. Auf dem deutschen Label Orchestrola erschien 1930 die
78er-Single „Sweet Jennie Lee!“ / „Ich bin so einsam und denk an dich“, eigentlich „I'll Be Blue Just Thinking of You“ von Pete Wendling und Richard Whiting. In Swains damaligen Bands spielten Musiker wie Cab Kaye, Bert Bullimore, George Shannon, Harry Constable und Les Allen als Bandvokalist. In dieser Zeit entstanden auch mehrere Soundies mit Swain und seiner Band, „Hal Swain's Kit Kat Band“ und „Hal Swain and His Sax-o-Five“, ferner war er zu sehen in „Classic v[s] Jazz“ (1930), „Black and White“ (1930) and „Al Fresco“ (1930).
Swains Grab befindet sich auf dem Streatham Park Cemetery in London Borough of Lambeth. Auf seinem Grabstein befindet sich in die Inschrift „A Melody Sweetly Played in Tune“, eine (leicht abgewandelte) Zeile aus dem Poem „A Red, Red Rose“ von Robert Burns.